# Karnemelksloot (Gouda)

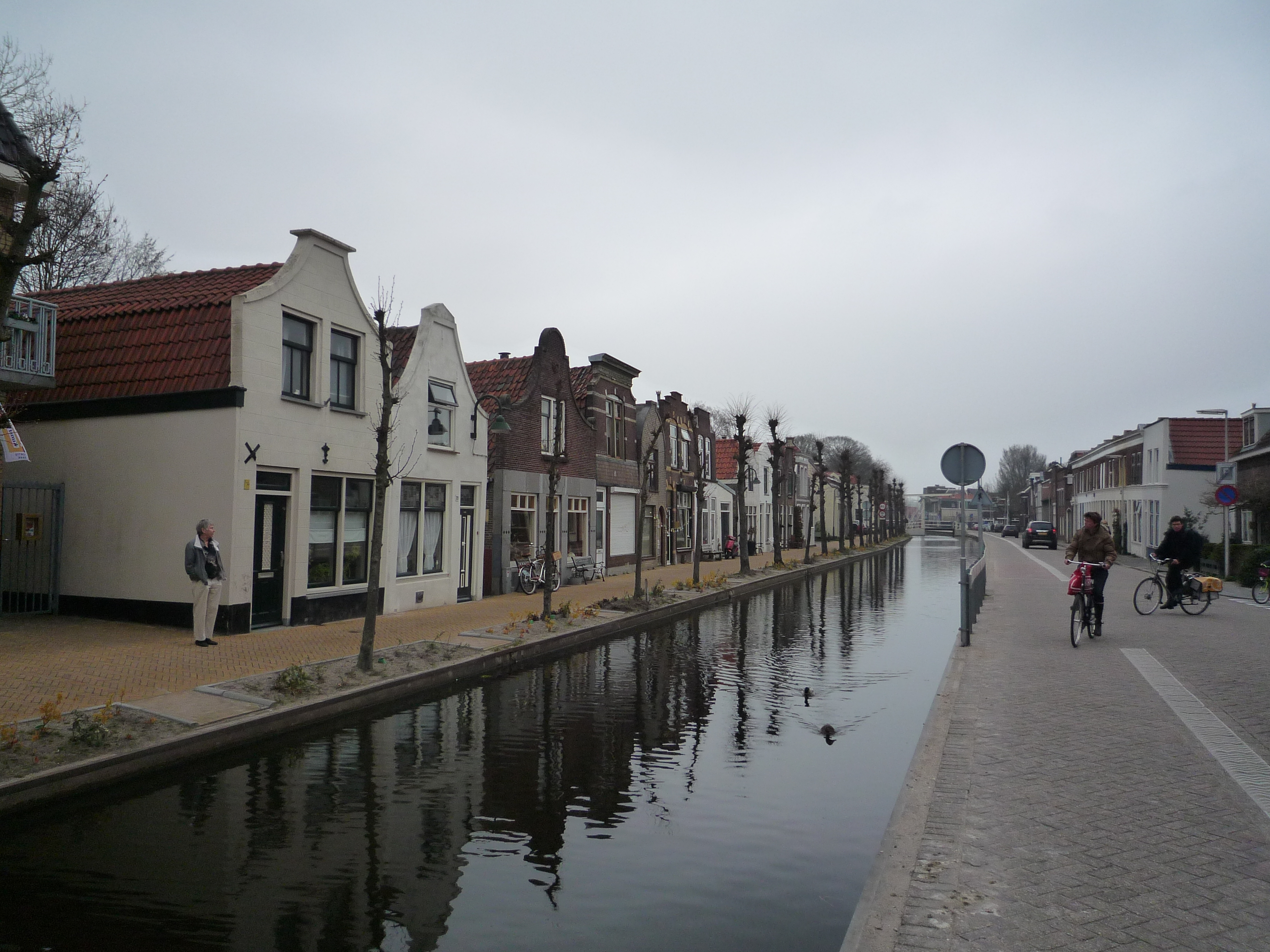
De Karnemelksloot, met links de huizen aan de noordzijde van het water

De Karnemelksloot is een straat in de Nederlandse stad Gouda, bestaande uit een lange gracht met aan weerszijden wegen met bebouwing.
De Karnemelksloot ligt in de wijk Kort Haarlem, buiten de stadssingels, maar sluit zowel qua ligging als qua architectuur aan op de Goudse binnenstad. Het grootste deel van de bebouwing aan de Karnemelksloot, van oorsprong een veenlint, is historisch. De gracht grenst in het westen, aan de binnenstadzijde, aan de Blekerssingel en is aan de oostelijke zijde verbonden met de Breevaart en zo ook met de Reeuwijkse plassen.
De tramlijn Gouda - Schoonhoven, die bestond van 1914 tot en met 1942, stak in de buurt van de binnenstad de Karnemelksloot over. In eerste instantie was zelfs het eindstation van de lijn gelegen aan de Karnemelksloot. Later werd deze spoorlijn achter de Boelekade langs doorgetrokken naar het hoofdstation.
Straten en pleinen: Achter de Kerk · Achter de Vismarkt · Hoge Gouwe · Kleiweg · Lage Gouwe · Markt · Naaierstraat · Oosthaven · Spieringstraat · Tiendeweg · Turfmarkt · Westhaven

Sluizen: Donkere sluis · Hanepraaisluis · Havensluis · Ir. De Kock van Leeuwensluis · Julianasluis · Mallegatsluis · Moordrechtse Verlaat · Waaiersluis

Grachten en singels: Gouwe · Haven · Karnemelksloot · Turfmarkt · Turfsingel